# Acanthonevra quatei
Acanthonevra quatei är en tvåvingeart som först beskrevs av Hardy 1973.  Acanthonevra quatei ingår i släktet Acanthonevra och familjen borrflugor. Inga underarter finns listade i Catalogue of Life.